# 가케가와촌
가케가와촌(掛川村)은 일본 아이치현 히가시카스가이군에 설치되었던 촌이다. 현재의 세토시의 북부에 해당한다.